# The Pencil of Nature

Capa de The Pencil of Nature, 1844.

The Pencil of Nature, publicada em seis volumes entre 1844 e 1846, foi o primeiro livro ilustrado com fotografia. 
Foi escrito por William Henry Fox Talbot e publicado pela Longman, Brown, Green & Longmans em Londres.
Teve um papel primordial na história da fotografia por incluir várias aplicações desta tecnologia, incluindo um primórdio da Fotocópia.

## Fotografias

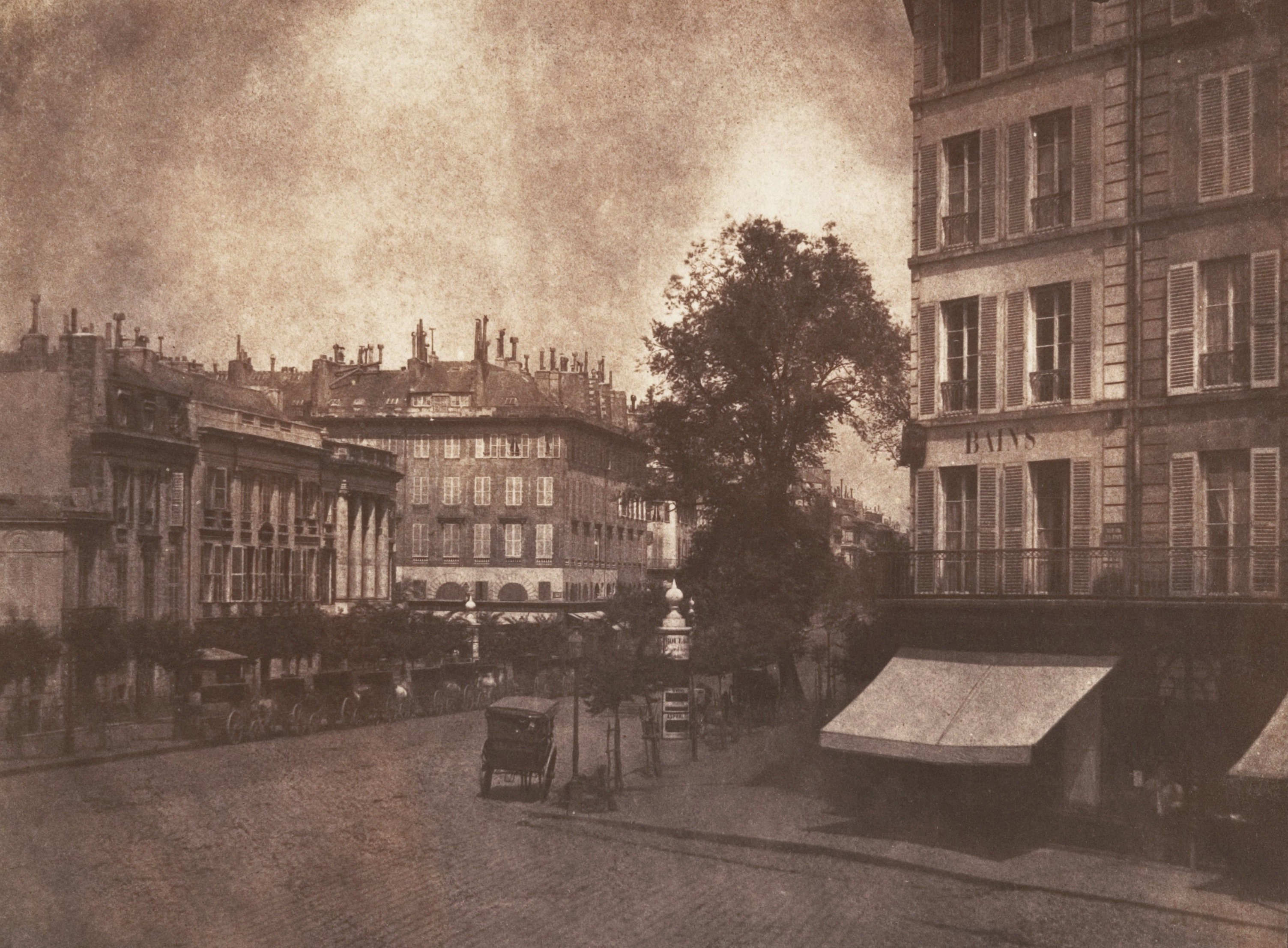
View of the Boulevards at Paris

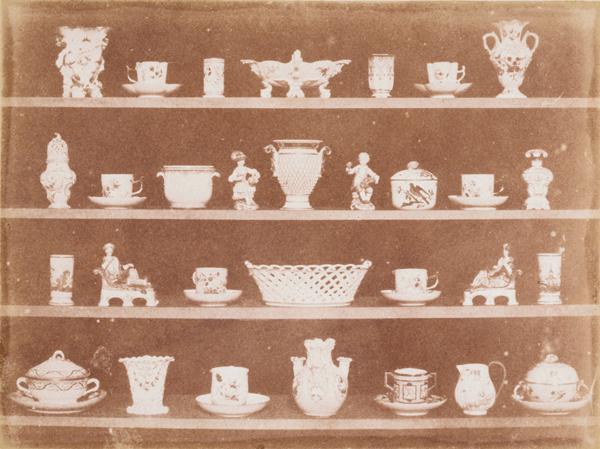
Articles of China

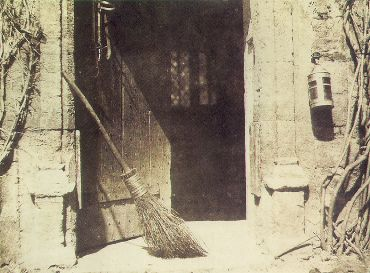
The Open Door

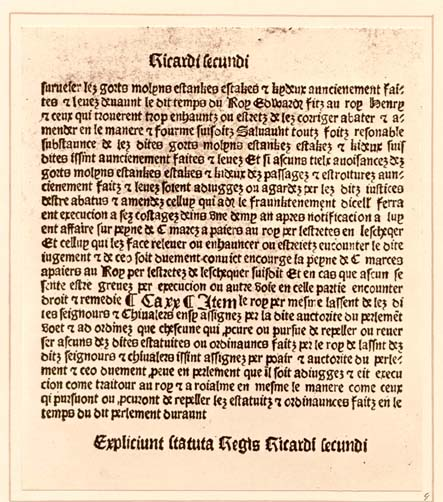
Fac-simile of an Old Printed Page (em português, fotocópia de uma antiga página impressa)

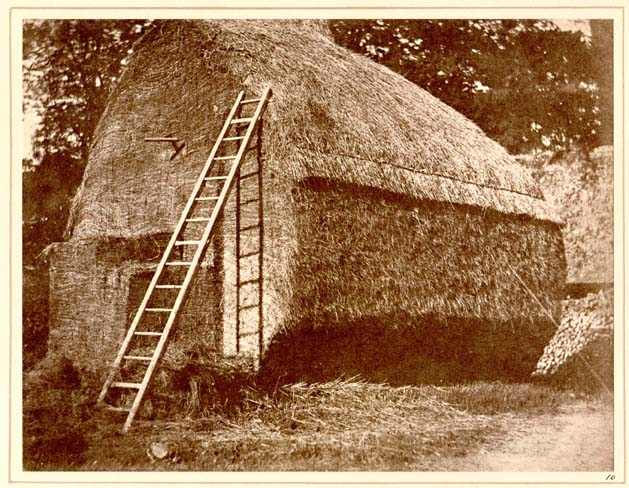
The Haystack

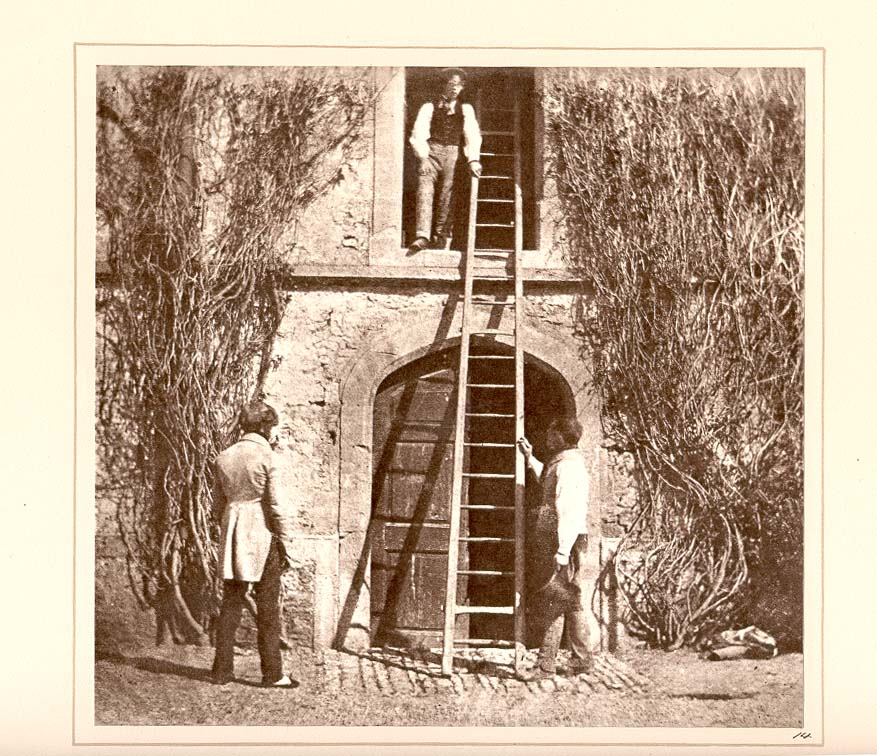
The Ladder

## Capítulos
- Part 1
  - I. Part of Queen's College, Oxford
  - II. View of the Boulevards at Paris
  - III. Articles of China
  - IV. Articles of Glass
  - V. Bust of Patroclus
- Part 2
  - VI. The Open Door
  - VII. Leaf of a Plant
  - VIII. A Scene in a Library
  - IX. Fac-simile of an Old Printed Page
  - X. The Haystack
  - XI. Copy of a Lithographic Print
  - XII. The Bridge of Orléans
- Part 3
  - XIII. Queen's College, Oxford: Entrance Gateway
  - XIV. The Ladder
  - XV. Lacock Abbey in Wiltshire
- Part 4
  - XVI. Cloisters of Lacock Abbey
  - XVII. Bust of Patroclus
  - XVIII. Gate of Christchurch
- Part 5
  - XIX. The Tower of Lacock Abbey
  - XX. Lace
  - XXI. The Martyrs' Monument
- Part 6
  - XXII. Westminster Abbey
  - XXIII. Hagar in the Desert
  - XXIV. A Fruit Piece

## Edições
Apenas quinze livros originais estão preservados nos dias de hoje, embora já houve diversas reproduções secundárias destes, impressos em 1969 e 1989.
- New York: Da Capo Press, 1969.
- New York: Hans P. Kraus, Jr., 1989. ISBN 0-9621096-0-6
- Bath: Monmouth Calotype, 1989.